# Таманська вулиця (Київ)
Тама́нська ву́лиця — зникла вулиця, що існувала в Залізничному, нині Солом'янському районі міста Києва, місцевість Солом'янка. Пролягала від вулиці Урицького (нині — вулиця Митрополита Василя Липківського).

## Історія
Вулиця виникла в 1-й половині XX століття, була частиною вулиці Урицького. Назву Таманська вулиця набула 1955 року. 
Ліквідована 1977 року у зв'язку зі зміною забудови Солом'янки.